# Patrice de Mac Mahon
Marie Edme Patrice Maurice de MacMahon, Hầu tước xứ MacMahon, Công tước xứ Magenta (phát âm tiếng Pháp: [patʁis də makma.ɔ̃]; 13 tháng 6 năm 1808 – 17 tháng 10 năm 1893), là một tướng quân và chính trị gia người Pháp, cấp bậc cao nhất ông từng đảm nhiệm trong quân đội Pháp chính là Thống chế. Ông giữ chức Quốc trưởng Pháp từ 1873 đến 1875 và là Tổng thống Pháp từ 1875 đến 1879.
MacMahon lãnh đạo quân đội Pháp trong cuộc chiến chống lại quân Đức năm 1870. Ông bị mắc kẹt và bị thương trong Trận Sedan vào tháng 9 năm 1870, một phần vì kế hoạch chiến lược bối rối và thiếu quyết đoán. Quân Pháp, trong đó có MacMahon và Hoàng đế Napoléon III, đã đầu hàng quân Đức. Thế là nước Pháp thua trận và Hoàng đế phải sống lưu vong. Sau khi khỏi bệnh, MacMahon được bổ nhiệm làm người đứng đầu quân đội Versailles, lực lượng đã đàn áp cuộc nổi dậy Công xã Paris vào tháng 5 năm 1871 và tạo tiền đề cho sự nghiệp chính trị của ông sau này.
Theo David Bell, sau khi Adolphe Thiers từ chức vào tháng 5 năm 1873, đa số phe bảo hoàng trong Quốc hội đã bầu MacMahon làm lãnh đạo mới, với hy vọng rằng ông sẽ giữ vững quyền lực nội chính Pháp cho đến khi người tuyên bố vương vị của Vương tộc Bourbon sẵn sàng khôi phục ngai vàng. Tuy nhiên, lập trường chính thống cực đoan của Henri d'Artois, Bá tước xứ Chambord khiến việc phục hoàng về mặt chính trị là không thể. MacMahon từ chối hỗ trợ các nỗ lực ép buộc Quốc hội. Trong trường hợp không có sự ủng hộ hoàn toàn của ông thì không có cách nào đạt được chế độ quân chủ bằng các biện pháp ngoài nghị viện. Cánh hữu không còn lựa chọn nào khác ngoài việc giữ MacMahon tại vị để câu giờ và làm rào cản cho cánh tả bằng cách trấn áp các kích động cực đoan và theo đuổi các chính sách khôi phục "trật tự đạo đức" cho đất nước. Vào tháng 11 năm 1873, ông được bầu làm Tổng thống với nhiệm kỳ 7 năm. Tuy nhiên, sự chia rẽ giữa những người theo chủ nghĩa bảo hoàng đã khiến MacMahon rơi vào tình thế khó khăn chính trị mà ông chưa chuẩn bị sẵn sàng, cố gắng giữ chân Đảng Cộng hòa mà không có quyền lực xác định hoặc nguồn gốc hợp pháp rõ ràng, không có đa số rõ ràng trong quốc hội hoặc chính phủ, và không có sử dụng vũ lực. Năm 1874, do yêu cầu của những người theo chủ nghĩa Bonaparte, MacMahon kêu gọi cải cách hiến pháp. Để đảm bảo sự hoà hợp, điều này đã dẫn đến một hệ thống gồm Tổng thống và Thượng viện được bầu gián tiếp. Năm 1876, MacMahon phải chấp nhận chính phủ của những người theo Đảng Cộng hòa ôn hòa. Tuy nhiên, vào năm 1877, MacMahon cách chức Simon và triệu hồi Công tước de Broglie. Chính phủ mới bị giải tán trong một cuộc bỏ phiếu bất tín nhiệm. Những người bảo thủ hy vọng khai thác nền báo chí có ảnh hưởng, sự bảo trợ mạnh mẽ và thiết quân luật của họ để ép buộc cử tri. Họ đã thất bại trong cuộc tổng tuyển cử vào tháng 10 năm 1877, khi đảng Cộng hòa giành được đa số phiếu bất chấp những thách thức từ cánh hữu. Vào tháng 1 năm 1879, Đảng Cộng hòa buộc MacMahon phải từ chức. Ông qua đời năm 1893, trong khi Đảng Cộng hòa coi ông là mối nguy hiểm cho nền Cộng hòa và những người theo chủ nghĩa quân chủ cứng rắn coi ông là một kẻ vụng về đã xử lý sai giấc mơ phục hoàng của họ.
MacMahon là một người Công giáo bảo thủ sùng đạo và là một người theo chủ nghĩa truyền thống, coi thường chủ nghĩa xã hội và cực kỳ không tin tưởng vào những người theo chủ nghĩa Cộng hòa thế tục. Ông giữ nhiệm vụ của mình với tư cách là người bảo vệ trung lập của Hiến pháp và bác bỏ những đề xuất về một cuộc đảo chính theo chế độ quân chủ, nhưng từ chối gặp Léon Gambetta, thủ lĩnh của Đảng Cộng hòa. Ông chuyển sang một hệ thống nghị viện trong đó quốc hội lựa chọn chính phủ cầm quyền của nền Đệ Tam Cộng hòa Pháp, nhưng ông cũng nhất quyết yêu cầu một thượng viện. Sau đó, ông đã giải tán Hạ viện, dẫn đến sự phẫn nộ của công chúng và chiến thắng bầu cử của Đảng Cộng hòa. Ngay sau đó MacMahon từ chức và rút lui về cuộc sống riêng tư.